# Mythodea
Mythodea – Music for the NASA Mission: 2001 Mars Odyssey is een compositie van Vangelis. De compositie verscheen in 2001 als een studioalbum, het vijftiende  'artiestenalbum' van Vangelis onder die naam. Na het verschijnen van dit album duurde het vijftien jaar voor Vangelis weer met een nieuw artiestenalbum kwam, Rosetta uit 2016, een eveneens aan ruimtevaart gerelateerd album, gewijd aan de Rosetta-sonde.

## Muziek
Vangelis componeerde het werk al voor 1993. Het toen zevendelige stuk doet sterk denken aan Vangelis' werk binnen de elektronische muziek, maar passeert de scheidslijn met klassieke muziek. Het is geschreven voor solisten, koor, synthesizer, symfonieorkest en aanvullende musici in de vorm van extra percussie-instrumenten. Het koorgezang is niet aan de synthesizer ontlokt. Mythodia zoals het eerst heette, werd omschreven als een koorsymfonie; echter stukken in dat genre behoren de opbouw te hebben van een klassieke symfonie en dat is hier niet het geval. Slechts in het eerste en laatste deel is hetzelfde thema te horen. Het is uiteraard wel een symfonie in de letterlijke betekenis van het woord, samenklank. Voor het orkest is een grote bezetting noodzakelijk, denk daarbij aan symfonieën van Gustav Mahler, een orkest van 120 musici is vereist. De combinatie die de uitvoering moet spelen is afwijkend voor zowel de elektronische muziek (sopranen) als voor klassieke muziek (batterij synthesizers). Dat maakt het binnen de muziekwereld lastig om uit te voeren.
In 2001 breidde Vangelis het werk uit naar tien delen voorafgegaan door een introductie; de gelijkenis vertonende delen zijn deel 1 en 10. Het kreeg toen ook haar huidige naam Mythodea.

### Delen/tracklist
De delen lopen gelijk met de indeling van het album.

| Nr. | Titel        | Duur  |
| --- | ------------ | ----- |
| 1.  | Introduction | 2:43  |
| 2.  | Movement 1   | 5:41  |
| 3.  | Movement 2   | 5:39  |
| 4.  | Movement 3   | 5:51  |
| 5.  | Movement 4   | 13:42 |
| 6.  | Movement 5   | 6:35  |
| 7.  | Movement 6   | 6:27  |
| 8.  | Movement 7   | 4:58  |
| 9.  | Movement 8   | 3:07  |
| 10. | Movement 9   | 5:00  |
| 11. | Movement 10  | 3:03  |

## Uitvoeringen
De eerste uitvoering van Mythodea vond plaats op 13 juli 1993 in het Herodes Atticus Theater in Athene. De solisten waren mezzosopraan Markella Hatziano en sopraan Lucienne Deval; Vangelis speelde alle orkestpartijen op de toetsinstrumenten; er waren twee harpen en een koor. Het geheel stond onder leiding van Yvan Cassar, die al eerder met Vangelis had samengewerkt. Mythodea werd voor de pauze gespeeld; op hetzelfde concert werd muziek gespeeld die zich op de scheidslijn van popmuziek en klassieke muziek bevindt. De afsluiting van het concert werd gevormd door het volkslied van Griekenland. Mythodea verdween daarna op de plank.
Vangelis stapte in 2000 over naar een nieuw platenlabel, in dit geval Sony Classical. De manager ontving van Vangelis een aantal stukken die nog niet eerder op een muziekalbum waren verschenen, waaronder bovenstaande uitvoering. Diezelfde manager zag wel mogelijkheden, maar moest iets vinden om een dergelijk werk te financieren voor een opname en eventueel een uitvoering. Dit werd gevonden in de ruimtereis van de 2001 Mars Odyssey naar Mars, die toen voor de deur stond. Het album kreeg daarom de bijtitel "Music for the NASA Mission: 2001 Mars Odyssey".
In het voorjaar van 2001 namen de volgende musici Mythodea voor albumuitgifte op:
- Vangelis – synthesizers
- London Metropolitan Orchestra (75 musici met opnieuw met twee harpisten)
- Kathleen Battle en Jessye Norman (sopranen)
- Seistron en Typana percussiegroepen (24 musici)
- Koor van de Griekse Nationale Opera (120 zangers)

De opnamen vonden plaats in de concertzaal van Athene Μέγαρο Μουσικής. Van die opnamen verscheen vlak na het concert (zie onder) al promotiemateriaal; het werd toen uitgedeeld onder de genodigden.
Dezelfde samenstelling verscheen 28 juni 2001 op het podium voor een uitvoering, waarvan opnamen werden gemaakt voor een televisie-uitzending en uitgifte op videoband. Daarvoor moest zeven miljoen dollar aan kosten gemaakt worden, verdeeld over Sony en de Griekse overheid. Sommige collegae van Vangelis, waraonder Mikis Theodorakis protesteerden daar tegen; zij vonden dat te gortig. Ook de plaats van handeling de Tempel van de Olympische Zeus vond men niet de aangewezen plaats, maar uiteindelijk volgden rond de 2250 mensen het concert. In het nabijgelegen Stadion Panathinaiko volgden 30.000 mensen het concert via een beeldscherm.De Griekse overheid gebruikte de uitvoering ter promotie van de Olympische Zomerspelen van 2004. Tijdens de uitvoering was Mars aan de hemel te zien. Naast Mythodea werd ook muziek van Chariots of Fire en 1492: Conquest of Paradise gespeeld met een afsluiting in de vorm van de delen 9 en 10 van Mythodea in de herhaling.
Overigens verdween het werk na deze serie opnieuw op de plank.

## Verkoop
Het album verkocht met name goed in Portugal, Duitsland en Zwitserland; uiteraard belandde het album op de eerste plaats in de Griekse albumlijst. De Nederlandse Album Top 100 werd niet gehaald.

## Uitgaven
Van Mythodea verscheen een compact disc en een dvd op Sony Classical. In 2018 kwam een versie uit op dubbelelpee via Music on Vinyl, gefabriceerd bij Record Industry in Haarlem. Volgens Wouter Bessels in IO Pages 154, december 2018 zijn daarbij de oorspronkelijke scherpe klanken van digitale muziek uit 2000 overgegaan in warmere klanken. Bessels constateerde toen ook dat Vangelis eigen al sinds Heaven and Hell evolutioneerde richting klassieke muziek. 